# Parking 58
Parking 58 was een gebouw in de stad Brussel, op het bouwblok tussen de Hallenstraat, de Bisschopsstraat, de Zwarte Lievevrouwstraat en de Kiekenmarkt. Het gebouw was in de eerste plaats bedoeld om een toevloed aan wagens met bezoekers aan de Expo 58 te verwerken, en ontleende daaraan ook zijn naam.

## Geschiedenis
Het gebouw kwam in 1957 in de plaats van het Palais d'été, de noordelijke vleugel van de Centrale Hallen. Het was Paul Van den Boeynants, destijds schepen van Openbare Werken van de stad Brussel, die dat gebouw liet slopen om er een nieuw parkeergebouw op te richten, dat een antwoord zou bieden op de toename van het autoverkeer, in de eerste plaats ter gelegenheid van de wereldtentoonstelling. De gronden, eigendom van de stad, werden in erfpacht gegeven aan een onderneming die zou instaan voor de bouw en later de exploitatie van de parking.
Na bemiddeling van vastgoedmagnaat Charly De Pauw ging de concessie naar Interparking, opgericht door de gebroeders De Clercq, die hiervoor ideeën hadden opgedaan in de Verenigde Staten. Het ontwerp is van de hand van architect Pierre D'Haveloose en ingenieur Abraham Lipski. Vooral Lipski droeg bij tot het functionele aspect van het ontwerp, met voldoende parkeer- en manoeuvreerruimte voor de wagens, door het inventief gebruik van stalen draagbalken die overspanningen tot 32 meter toelieten. De verschillende verdiepingen van het parkeergebouw waren toegankelijk via een helicoïdale oprit waarbij twee auto's elkaar konden kruisen, en boden plaats aan 750 voertuigen.
Aanvankelijk was het succes van de parking bescheiden: er was elders nog voldoende parkeerplaats te vinden, en de verwachte toestroom van bezoekers aan de Expo aan het stadscentrum bleef uit. Na afloop van de wereldtentoonstelling ontstond er dus een probleem van overcapaciteit. D'Ieteren, invoerder van Volkswagen-voertuigen in België, stockeerde er zijn Kevers. Later werd een deel van het gebouw omgevormd tot kantoorruimte.
De parking werd in latere decennia wel succesvoller, naarmate de vraag naar parkeerplaats in de Brusselse binnenstad toenam en het aanbod niet evenredig uitgebreid werd. Wie in het Brusselse stadscentrum in de buurt van het De Brouckèreplein, de Anspachlaan, de Dansaertstraat of het Sint-Katelijneplein de wagen wilde parkeren, eventueel voor een bezoek aan een event in De Munt of de Ancienne Belgique, vond in Parking 58 veelal nog plaats. De hoogste verdieping van de parking, op het dak van het gebouw, verwierf ook een zekere bekendheid.  Het was een relatief grote open ruimte in het stadscentrum, met een mooi zicht rondom op de dakenlijnen van de volledige binnenstad. Er werd gefotografeerd en gefilmd, en er werden zelfs events zoals Skybar58 ingericht met inkleding met kunstgras, planten en een tent, als was de parkeerruimte een dakterras. In de film Mortelle randonnée van Claude Miller uit 1982 stort Isabelle Adjani zich in haar rode Citroën GS in de diepte nadat ze dwars door de ramen van een van de lagere parkeerverdiepingen reed van Parking 58.

### Afbraak
Op 1 augustus 2017 sloot het gebouw. Het werd gesloopt om plaats te maken voor Brucity, een nieuw administratief centrum van de stad Brussel dat in 2021 door AG Real Estate opgeleverd zal worden. Na de afbraak en bij de graafwerken samen met het archeologisch onderzoek (2019) ontdekte men de kaaimuren van de later overdekte Zenne en tal van gebruiksvoorwerpen uit de 14de en 15de eeuw.